# FINECAP

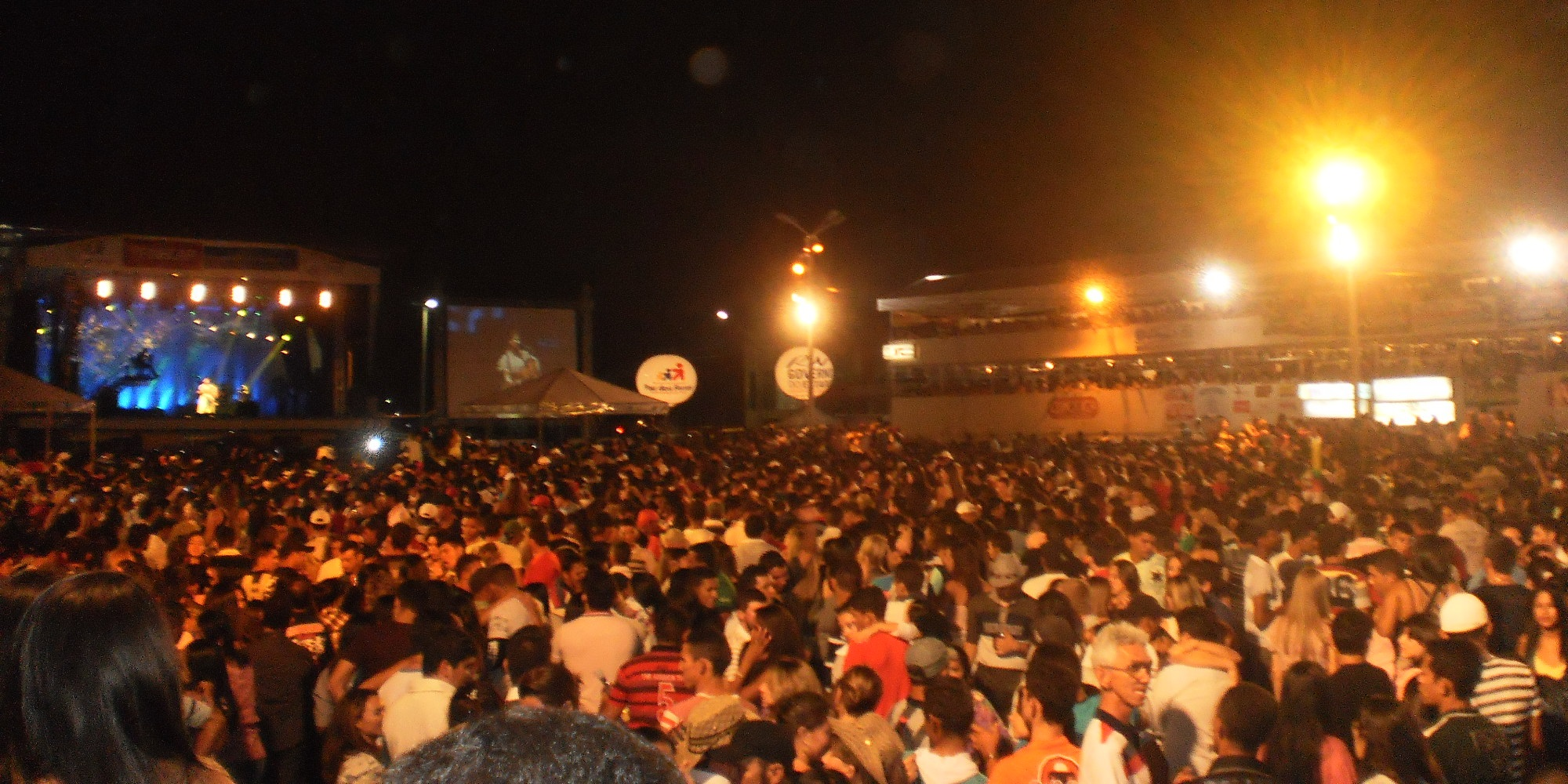
Show da cantora sertaneja Paula Fernandes em 4 de setembro de 2011, durante a comemoração dos 155 anos de Pau dos Ferros. Este foi o maior público já registrado em todas as edições do evento.

A Feira Intermunicipal de Educação, Cultura, Turismo e Negócios do Alto Oeste Potiguar (FINECAP) é um evento intercultural de Pau dos Ferros, município brasileiro no interior do estado do Rio Grande do Norte.
Criada em 1994 com o nome "Feira de Cultura do Município" (FECUM), por iniciativa da secretária municipal de assistência social, Maria Feliciano do Rêgo Torquato, a feira tomou sua denominação atual em 1997 e é realizada anualmente pela prefeitura, em parceria com o governo do Rio Grande do Norte e a iniciativa privada. Antes realizada no Largo da Cultura, próximo à Praça da Matriz (atual Praça Monsenhor Caminha), o local do evento foi transferido em 2008 para a Praça de Eventos Nossa Senhora da Conceição, com a inauguração deste novo espaço público.
O evento ocorre no início do mês de setembro, em comemoração ao aniversário de emancipação política de Pau dos Ferros e, desde 2005, é realizado logo após a Vitrine Cultural Xanana Diógenes, com a intenção de resgatar a história e valorizar a cultura do município, contando com diversos estandes, barracas de gastronomia e apresentações de bandas musicais de diversos estilos, sobretudo forró e música sertaneja, contribuindo para movimentar a economia local. Trata-se da maior festa do região do Alto Oeste Potiguar, atraindo pessoas de toda a região e ainda de outros estados, especialmente Ceará e Paraíba.
Pela lei municipal 1 508, de 21 de outubro de 2015, a FINECAP tornou-se patrimônio cultural imaterial do município de Pau dos Ferros. A lei estadual 10 921, de 8 de junho de 2021, incluiu a feira no calendário oficial de eventos do Rio Grande do Norte, tornando-se patrimônio cultural e turístico imaterial do estado pela lei estadual 11 931, de 2 de outubro de 2024.